# Волуяц (община Требине)
Волуяц (на сръбски: Волујац) е село в Босна и Херцеговина, разположено в община Требине, в ентитета на Република Сръбска. Населението му според преброяването през 2013 г. е 90 души, от тях: 88 (97,78 %) сърби, 1 (1,11 %) черногорец и 1 (1,11 %) неизвестен.

## Население
Численост на населението според преброяванията през годините:
- 1961 – 129 души
- 1971 – 130 души
- 1981 – 129 души
- 1991 – 102 души
- 2013 – 90 души